# Марі-Шолкер
Марі-Шолке́р (рос. Мари-Шолкер, марій. Марий Шолкер) — присілок у складі Марі-Турецького району Марій Ел, Росія. Входить до складу Марі-Турецького міського поселення.

## Населення
Населення — 110 осіб (2010; 141 у 2002).
Національний склад (станом на 2002 рік):
- марійці — 94 %